# Compassion Schweiz
Compassion Schweiz ist ein christliches Kinderhilfswerk und Teil der international tätigen Non-Profit-Organisation Compassion International.

## Geschichte
Die Arbeit von Compassion International begann 1952, als der Evangelist Everett Swanson auf einer Reise in Südkorea vom Leid der Kriegswaisen bewegt wurde und schliesslich ein Patenschaftsprogramm für 35 Kinder begann. Mittlerweile arbeitet Compassion in 12 Partnerländern (u. a. in der Schweiz) und in 25 Ländern Afrikas, Lateinamerikas und Asiens und setzt sich dort für mehr als 2,2 Millionen Kinder in Armut ein. 
Compassion Schweiz wurde 2003 als gemeinnütziger Verein in Concise VD gegründet. Heute befinden sich die Büros in Yverdon-les-Bains und in Bern. Mehr als 12'000 Kinder werden von Patinnen und Paten in der Schweiz durch Compassion unterstützt.

## Vision und Leitbild
Compassion hat sich verpflichtet, den Kindern in extremer Armut physisch, emotional und sozial in einem ganzheitlichen Sinn zu helfen und sie in ihrer Entwicklung zu verantwortungsvollen Menschen zu unterstützen.
- Kinder im Blickpunkt: Compassion sieht die Not der Kinder, aber auch ihr Potenzial. Sie können ihre Zukunft aktiv gestalten und mit ihren Fähigkeiten die Bedingungen in ihren Ländern verändern.

- Jesus im Zentrum: Compassion ist eine christliche Organisation. Durch die Zusammenarbeit mit lokalen Kirchen werden christliche Werte vermittelt. Eine bestimmte Religionszugehörigkeit ist aber keine Voraussetzung für die Unterstützung.

- Gemeinden als Partner: Compassion arbeitet ausschliesslich mit christlichen Kirchen und Gemeinden in Ländern des globalen Südens zusammen. Sie kennen die Bedingungen vor Ort sehr gut und können daher den Kindern und ihren Familien am besten helfen.

- Der Integrität verpflichtet: Compassion garantiert, dass alle Programme professionell und transparent geführt werden. Die Programme für Kinder werden mit den höchsten Qualitätsansprüchen umgesetzt und die Länder- und Partnerorganisationen werden regelmässig von unabhängigen Institutionen überprüft. So wird eine effektive Armutsbekämpfung sichergestellt. Darüber hinaus garantiert Compassion, dass mindestens 80 % aller Spenden den Kindern zugutekommt.[2]

### Kinderpatenschaften
Der Fokus von Compassion liegt auf Kinderpatenschaften für Kinder zwischen 1 und 22 Jahren. Compassion arbeitet ausschliesslich mit christlichen Gemeinden zusammen, die unterstützt von Compassion ein sogenanntes Kinderzentrum vor Ort eröffnen. In diesem Zentrum erhält jedes registrierte Kind Bildungsmöglichkeiten, von der obligatorischen Schulzeit bis zu Berufsbbildung, Gesundheitsförderung durch medizinische Untersuchungen und Versorgung, Hygieneschulungen und ausgewogene Mahlzeiten sowie die Möglichkeit, den christlichen Glauben kennenzulernen. Zudem findet das Kind im Kinderzentrum ein sicheres Umfeld, in dem es lernen, spielen und sich gesund entwickeln kann. Nachdem ein Kind im Zentrum registriert ist, wird in einem der Partnerländer ein Pate oder eine Patin gesucht. Die monatliche Unterstützung in der Schweiz ist eine Spende von CHF 42.-.
Innerhalb der Gesamtarbeit wird viel Wert auf die Beziehung zwischen Pate/Patin und Kind gelegt. Durch den persönlichen Briefkontakt haben Paten die Möglichkeit, das Kind zu ermutigen. Es gibt auch die Möglichkeit, das Patenkind vor Ort zu besuchen.

### Das „Kinderüberlebensprogramm“
Das sogenannte Kinderüberlebensprogramm von Compassion beginnt bereits während der Schwangerschaft einer Mutter und dauert an, bis das Kind mit ungefähr einem Jahr ins Patenschaftsprogramm wechseln kann. Auch hier sind es jeweils von lokalen Kirchen getragene Projekte, in denen werdende Mütter und Mütter mit ihren Kleinkindern umfassend begleitet werden. Dieses Programm umfasst:
- Lebensmittel
- Babypflege, -hygiene, -ernährung
- Soziale Integration
- Kleinkinderziehung und -förderung
- Medizinische Versorgung
- Erwerbsausbildungen für Eltern
- Biblischer Unterricht für Eltern

Dafür gibt es Projektpatenschaften für CHF 60.- pro Monat.
Ein weiterer wichtiger Bestandteil von Compassion sind die Ergänzenden Hilfsfonds. Sie bestehen aus verschiedenen Fonds, die Bedürfnisse decken, die über eine normale Patenschaft hinausgehen. Das sind zum Beispiel der Bau neuer Gebäude, WASH-Projekte, AIDS- oder Malaria-Präventionskampagnen oder lebensrettende medizinische Operationen.

## Finanzen und Transparenz
Die Organisation garantiert, dass die Patenkinder von mindestens 80 % der finanziellen Unterstützung profitieren und maximal 20 % für administrativen Aufwand und die Suche nach neuen Paten verwendet wird. Die Geschäftsberichte sind online einsehbar und werden von PricewaterhouseCoopers beglaubigt. Compassion Schweiz hat zudem den Ehrenkodex der SEA unterzeichnet und wird international vom World Charity Navigator mit der besten Bewertung ausgezeichnet.